# Schietsport op de Olympische Zomerspelen 1972
De schietsport is een van de sporten die beoefend werden tijdens de Olympische Zomerspelen 1972 in München.

## Open

### vrij geweer 300 m drie houdingen
| rang   | sporter          | land | score |
| ------ | ---------------- | ---- | ----- |
| Goud   | Lones Wigger     | USA  | 1155  |
| Zilver | Boris Melnik     | URS  | 1155  |
| Brons  | Lajos Papp       | HUN  | 1149  |
| 4      | Uto Wunderlich   | GDR  | 1149  |
| 5      | Karel Bulan      | TCH  | 1146  |
| 6      | Jaakko Minkkinen | FIN  | 1146  |
| 7      | Lanny Bassham    | USA  | 1144  |
| 8      | Valentin Kornev  | URS  | 1143  |

### kleinkalibergeweer 50 m drie houdingen
| rang   | sporter              | land | score |
| ------ | -------------------- | ---- | ----- |
| Goud   | John Writer          | USA  | 1166  |
| Zilver | Lanny Bassham        | USA  | 1157  |
| Brons  | Werner Lippoldt      | GDR  | 1153  |
| 4      | Petr Kovařík         | TCH  | 1153  |
| 5      | Vladimir Agisjev     | URS  | 1152  |
| 6      | Andrzej Sieledcow    | POL  | 1151  |
| 7      | Gottfried Kustermann | FRG  | 1149  |
| 8      | Nicolae Rotaru       | ROU  | 1148  |

### kleinkalibergeweer 50 m liggend
| rang   | sporter             | land | score |
| ------ | ------------------- | ---- | ----- |
| Goud   | Li Ho Jun           | PRK  | 599   |
| Zilver | Victor Auer         | USA  | 598   |
| Brons  | Nicolae Rotaru      | ROU  | 598   |
| 4      | Giuseppe de Chirico | ITA  | 597   |
| 5      | Jiří Vogler         | TCH  | 597   |
| 6      | Jaime Santiago      | PUR  | 597   |
| 7      | Lones Wigger        | USA  | 597   |
| 8      | László Hammerl      | HUN  | 597   |

### vrij pistool 50 m
| rang   | sporter            | land | score |
| ------ | ------------------ | ---- | ----- |
| Goud   | Ragnar Skanåker    | SWE  | 567   |
| Zilver | Dan Iuga           | ROU  | 562   |
| Brons  | Rudolf Dollinger   | AUT  | 560   |
| 4      | Rajmund Stachurski | POL  | 559   |
| 5      | Harald Vollmar     | GDR  | 558   |
| 6      | Hynek Hromada      | TCH  | 556   |
| 7      | Kornél Marosvári   | HUN  | 555   |
| 8      | Grigori Kosysj     | URS  | 555   |

### snelvuurpistool 25 m
| rang   | sporter            | land | score |
| ------ | ------------------ | ---- | ----- |
| Goud   | Józef Zapędzki     | POL  | 595   |
| Zilver | Ladislav Falta     | TCH  | 594   |
| Brons  | Viktor Torsjin     | URS  | 593   |
| 4      | Paul Buser         | SUI  | 592   |
| 5      | Jaime Gonzalez     | ESP  | 592   |
| 6      | Giovanni Liverzani | ITA  | 591   |
| 7      | Dentsjo Denev      | BUL  | 590   |
| 8      | Gerhard Petritsch  | AUT  | 590   |

### lopend schijf 50 m
| rang   | sporter                   | land | score |
| ------ | ------------------------- | ---- | ----- |
| Goud   | Jakov Zjeleznjak          | URS  | 569   |
| Zilver | Helmut Bellingrodt        | COL  | 565   |
| Brons  | John Kynoch               | GBR  | 562   |
| 4      | Valeri Postojanov         | URS  | 560   |
| 5      | Christoph-Michael Zeisner | FRG  | 554   |
| 6      | Göte Gåård                | SWE  | 553   |
| 7      | Günther Danne             | FRG  | 551   |
| 8      | Karl-Axel Karlsson        | SWE  | 551   |

### trap
| rang   | sporter          | land | score |
| ------ | ---------------- | ---- | ----- |
| Goud   | Angelo Scalzone  | ITA  | 199   |
| Zilver | Michel Carrega   | FRA  | 198   |
| Brons  | Silvano Basagni  | ITA  | 195   |
| 4      | Burckhardt Hoppe | GDR  | 193   |
| 5      | Johnny Påhlsson  | SWE  | 193   |
| 6      | James Poindexter | USA  | 192   |
| 7      | John Primrose    | CAN  | 192   |
| 8      | Marcos Olsen     | BRA  | 191   |

### skeet
| rang   | sporter            | land | score |
| ------ | ------------------ | ---- | ----- |
| Goud   | Konrad Wirnhier    | FRG  | 195   |
| Zilver | Jevgeni Petrov     | URS  | 195   |
| Brons  | Michael Buchheim   | GDR  | 195   |
| 4      | Joseph Neville     | GBR  | 194   |
| 5      | Roberto Castrillo  | CUB  | 194   |
| 6      | Klaus Reschke      | GDR  | 193   |
| 7      | Elie Pénot         | FRA  | 193   |
| 8      | Paschalis Georgiou | GRE  | 192   |

## Medaillespiegel
| rang   | land                     | goud | zilver | brons | totaal |
| ------ | ------------------------ | ---- | ------ | ----- | ------ |
| 1      | Verenigde Staten         | 2    | 2      | 0     | 4      |
| 2      | Sovjet-Unie              | 1    | 2      | 1     | 4      |
| 3      | Italië                   | 1    | 0      | 1     | 2      |
| 4      | Noord-Korea              | 1    | 0      | 0     | 1      |
| 4      | Polen                    | 1    | 0      | 0     | 1      |
| 4      | Bondsrepubliek Duitsland | 1    | 0      | 0     | 1      |
| 4      | Zweden                   | 1    | 0      | 0     | 1      |
| 8      | Roemenië                 | 0    | 1      | 1     | 2      |
| 9      | Colombia                 | 0    | 1      | 0     | 1      |
| 9      | Frankrijk                | 0    | 1      | 0     | 1      |
| 9      | Tsjecho-Slowakije        | 0    | 1      | 0     | 1      |
| 12     | DDR                      | 0    | 0      | 2     | 2      |
| 13     | Hongarije                | 0    | 0      | 1     | 1      |
| 13     | Oostenrijk               | 0    | 0      | 1     | 1      |
| 13     | Groot-Brittannië         | 0    | 0      | 1     | 1      |
| totaal | totaal                   | 8    | 8      | 8     | 24     |